# Análisis de Peligros y Puntos de Control Críticos
El Análisis de Peligros y Puntos de Control Críticos (APPCC, también conocido como HACCP, del inglés Hazard analysis and critical control points) es un proceso sistemático preventivo para garantizar la inocuidad alimentaria, de forma lógica y objetiva. Es de aplicación en industria alimentaria aunque también se aplica en la industria farmacéutica, cosmética y también en todo tipo de industrias que fabriquen materiales en contacto con los alimentos. En él se identifican, evalúan y previenen todos los riesgos de contaminación de los productos a nivel físico, químico y biológico a lo largo de todos los procesos de la cadena de producción, estableciendo medidas preventivas y correctivas para su control tendentes a asegurar la inocuidad.
En 1959 comenzó el desarrollo del APPCC, siendo los pioneros del mismo la compañía Pillsbury junto con la NASA y laboratorios de la Armada de los Estados Unidos. El proceso inicial consistía en un sistema denominado análisis modal de fallos y efectos (AMFE), cuya utilidad reside en el estudio de causas y los efectos que producen.[cita requerida]
El APPCC nace con el objetivo de desarrollar sistemas que proporcionen un alto nivel de garantía sobre la seguridad de alimentos y de sustituir los sistemas de control de calidad de la época basados en el estudio del producto final que no aportaban demasiada información sobre la medida de introducir correcciones. Al principio su aplicación no tuvo demasiado éxito y el impulso dado por la Administración de Drogas y Alimentos (FDA) no tuvo repercusión. En los años 80 instituciones a nivel mundial impulsaron su aplicación. Entre otros, la Organización Mundial de la Salud.[cita requerida]

## Historia y reseña del sistema APPCC: métodos primitivos y modernos para la preservación de alimentos
Los seres humanos han estado preocupados por la disponibilidad de alimentos desde los albores de su existencia. Los humanos prehistóricos fueron cazadores y recolectores que necesitaban encontrar y capturar comida. A medida que pasó el tiempo, el hombre comenzó a cultivar y preservar sus propios alimentos. Más tarde en la historia, los humanos se interesaron en la preparación, conservación y en el mantenimiento de un suministro estable de alimentos. Los avances en la organización social, desde pequeños grupos cazadores y recolectores nómadas a grupos más grandes con vida comunitaria en un lugar fijo, condujeron a la necesidad de una fuente confiable de alimentos.[cita requerida]
Se cree que los métodos para guardar comida para cuando haga falta empezaron con el secado al aire, la salazón, y el uso de especies y hierbas, para luego avanzar hacia tecnologías más sofisticadas como enlatados y congelación. Los avances en la tecnología llevaron miles de años y muchos ocurrieron por accidente.[cita requerida]
La transferencia de tecnología aconteció lentamente debido a la falta de comunicación y de comercio entre grupos sociales geográficamente dispersos. Sin embargo, cuando el comercio y la comunicación se incrementaron, las tecnologías primitivas de preservación de alimentos fueron transferidas de una cultura a otra. Dos ejemplos de esto son: (1) el secado de granos y el almacenamiento de los mismos en grandes graneros en el Medio Oriente y África y (2) la introducción de la pasta, una forma diferente de preservar cereales, desde China a Europa por el explorador Marco Polo.[cita requerida] A medida que el comercio se hizo más importante, se desarrolló una legislación para controlar la cantidad y la calidad de bienes comercializados, incluidos los alimentos y los servicios. El primer código integral escrito fue establecido por Hammurabi, alrededor del año 2500 antes de Cristo. Más adelante, hubo prácticas descritas en la Torah y en la Biblia (ver Levítico, Capítulo 11 y Deuteronomio, Capítulo 7). Dado que es imposible hacer aquí una cronología de todos los avances tecnológicos en la preservación de alimentos, solamente se tratarán más adelante algunos de los adelantos más importantes que han influenciado a las técnicas modernas para elaborar alimentos inocuos al alcance de todos.[cita requerida]
En ese sentido, es importante aclarar que no todos los métodos modernos son nuevos: aún se utilizan métodos primitivos de preservación como el secado, salazón, y ahumado. Otros métodos para la preservación de alimentos utilizados habitualmente incluyen preservación por calor para elaboración de conservas en envases herméticamente sellados, pasteurización, congelación, secado por liofilización y secado al aire. El uso de estos métodos de preservación fue la primera respuesta preventiva documentada para anticipar peligros. Comenzó así la metodología anticipatoria y preventiva que llegó a ser conocida como APPCC.[cita requerida]

### Antecedentes del sistema APPCC
En algún momento, los científicos descubrieron que los organismos microscópicos podrían causar deterioro en los alimentos. Esto condujo a la teoría de que los alimentos podían ser preservados si los organismos causantes podían destruidos y evitar su reingreso al producto alimenticio. Para que esto sucediera, la temperatura y el contenido de agua en el alimento debían ser reducidos a niveles que impidieran el crecimiento de los organismos causantes de la descomposición. Louis Pasteur y Clarence Birdseye fueron líderes en la tecnología de procesamiento de alimentos. Asimismo, la investigación de gurúes de la Calidad en áreas no relacionadas con la industria alimenticia, como Walter A. Shewhart, Joseph M. Juran y W. Edwards Deming la adaptaron otros y la aplicaron al control de calidad en la producción y preservación de alimentos.
Uno de los primeros esfuerzos colaborativos entre la industria y el gobierno de Estados Unidos se centró en el problema de las enfermedades transmitidas por la leche. En la década de 1920, dos asociaciones industriales y una asociación profesional desarrollaron normas para accesorios utilizados en los equipos de manipulación de lácteos y alimentos. Estas normas para accesorios recibieron el nombre de Normas de Lácteos 3-A.

Desde 1944, el Programa 3-A ha incluido la representación de fabricantes y proveedores de equipos, todas las asociaciones nacionales productoras de lácteos, el U.S. Department of Agriculture (USDA), el U.S. Public Health Service (USPHS) y agencias reguladoras de los Estados Unidos.”

La inocuidad láctea se logró al controlar los siguientes factores, que son elementos de lo que hoy se conoce conceptualmente como Análisis de Peligros y Puntos de Control Críticos (APPCC) en la inocuidad de productos:
- La salud e higiene del ganado lechero
- Los tiempos de recolección y la temperatura de la leche desde la recolección hasta el procesamiento
- El uso de tratamiento térmico terminal para reducir el contenido microbiano
- La estandarización de equipos
- La escrupulosa limpieza de las plantas de procesamiento y equipos
- La temperatura del producto procesado luego de la pasteurización y durante el tránsito y almacenamiento

A medida que el modo de vida en los Estados Unidos pasaba de ser agrícola a urbano, hubo un aumento en la necesidad de procesar alimentos para ser transportados en masa y consumidos en las ciudades. El énfasis inicial en productos agrícolas sin procesar cambió a productos procesados. Actualmente, los alimentos se preparan fuera de la casa para el consumo en el hogar, restaurantes, escuelas, hospitales, asilos, y cárceles; consumo a bordo en aviones, barcos y trenes; durante campamentos o en tiempos de guerra, e incluso en vehículos espaciales.[cita requerida]
Estos nuevos modos de consumo requirieron el desarrollo de nuevos métodos en la elaboración, empaque, y almacenamiento de alimentos para asegurar que la disponibilidad de los mismos sea inocua, nutritiva y sana.[cita requerida]

### APPCC y el programa espacial
A finales de la década de 1950, la NASA vio la necesidad de tener alimentos especiales para los viajes espaciales. Los primeros vehículos espaciales fueron pequeños, y no había cuartos para aparatos estándar de cocina: refrigerador, horno, congelador; ni para alacenas, armarios, y mesas o mostradores, comúnmente usados para el almacenamiento y preparación de alimentos. Además, existía la preocupación acerca de la clase de alimentos que un astronauta podría tomar en una travesía espacial que proveyeran apropiada nutrición, que tuvieran buen sabor y fueran inocuos. Era importante también que el vehículo espacial y su contenido no introdujeran microorganismos nocivos en el espacio.
Antes del inicio de la era espacial, la calidad e inocuidad de los alimentos eran controladas principalmente con inspección de producto terminado. Sin embargo, la NASA quería seguridad de que la inocuidad estuviera inmersa desde el diseño, en el proceso de elaboración de los alimentos. En los primeros años de la década de 1960, se le solicitó a la compañía Pillsbury que desarrollara la primera comida espacial, así como también el diseño de un sistema para controlar la inocuidad de los alimentos espaciales, usados primero en los vuelos Mercury y luego en los vuelos Gemini y Apollo. En la NASA también había preocupación por las migas y restos de alimentos que pudieran flotar en la cabina y ensuciar los instrumentos de los vehículos espaciales. Pillsbury resolvió fácilmente el problema de las migas y restos recubriendo porciones de alimentos del tamaño de un bocado para prevenir migajas. No obstante, tenían entre manos una tarea enorme, extremadamente difícil, que era asegurar la calidad microbiológica de los alimentos espaciales.[cita requerida]
Para asegurar que los alimentos utilizados en el programa espacial fueran inocuos durante su consumo por los astronautas en misiones espaciales, a petición de la NASA la empresa Pillsbury desarrolló con la NASA el sistema de Análisis de Peligros y Puntos de Control Críticos (APPCC), el cual se diseñó para impedir peligros.  Debido a la evaluación sistemática de los ingredientes, ambientes y procesos usados en la elaboración de un alimento, a la identificación de áreas con riesgos potenciales, y a la identificación de puntos de control críticos (esto es, determinar aquellos puntos en el proceso que deben ser controlados para prevenir un riesgo inaceptable), los fabricantes tendrían el aseguramiento del proceso y de la integridad del producto.[cita requerida]
Cuando los vuelos de la NASA se volvieron más largos, los requisitos logísticos adicionales hicieron que Pillsbury perfeccionara el sistema de APPCC. Pillsbury colaboró con la NASA y con los Laboratorios Natick del Ejército de Estados Unidos para desarrollar el APPCC como un sistema proactivo de fabricación y provisión de alimentos inocuos para los viajeros espaciales. Para la época del desembarco del Eagle y de la llegada del hombre a la luna en 1969, Pillsbury había desarrollado el APPCC tal como lo conocemos hoy en día.[cita requerida]
| El sistema APPCC incluye siete principios: - Análisis de Peligros. Se identifican los peligros potenciales asociados con el alimento y las medidas para controlarlos. Los peligros pueden ser biológicos, por ejemplo microbios; químicos, por ejemplo una toxina; o físicos, por ejemplo partículas de vidrio o fragmentos metálicos. - Identificar los Puntos de Control Críticos. En la producción de alimentos, desde las materias primas, a través del proceso de elaboración y el transporte, hasta el uso por parte del consumidor, hay puntos en los que el peligro potencial puede ser controlado o eliminado. Por ejemplo cocción, enfriado, empaque y detección de metales. - Establecer acciones preventivas con límites críticos para cada Punto de Control. Por ejemplo, para un alimento cocido, esto debe incluir la temperatura mínima de cocción y el tiempo requerido para asegurar la eliminación de microbios dañinos. - Establecer procedimientos para monitorear los Puntos de Control Críticos. Tales procedimientos deberían incluir cómo y quién debe monitorear el tiempo y la temperatura de cocción. - Establecer acciones correctivas a tomar cuando el monitoreo muestra que un límite crítico no se ha cumplido. Por ejemplo, reproceso o disposición del alimento si no se alcanzó la temperatura mínima de cocción. - Establecer procedimientos para verificar que el sistema está operando en forma apropiada. Por ejemplo, registrar tiempo y temperatura con instrumentos para verificar que una unidad de cocción está funcionando correctamente. - Establecer el archivo efectivo de registros para documentar el sistema de APPCC. Esto incluye registros de peligros y sus métodos de control, el monitoreo de requisitos de inocuidad, las acciones tomadas para corregir los problemas potenciales. Cada uno de estos peligros deben ser respaldados por conocimientos científicos sólidos, por ejemplo, estudios microbiológicos publicados sobre los factores de tiempo y temperatura para controlar patógenos alimentarios. |

En 1967, la Administración de Alimentos y Medicamentos (FDA) y la industria alimentaria comenzaron un programa piloto de autocertificación que fue diseñado para incorporar los conceptos de APPCC en los procesos de fabricación de alimentos. A los participantes de la autocertificación se les solicitó que compartieran con la FDA información sobre sus productos, procesos, y control de calidad, incluyendo los cambios planeados. Los objetivos generales fueron: (1) hacer que los participantes de la industria apliquen más control en sus operaciones y (2) entregar a la FDA una mejor visión sobre los controles ejercidos por los participantes de la industria que la que se obtendría por inspecciones al azar. Este programa estaba adelantado a su tiempo. En ese momento, se consideró políticamente incorrecto, por lo que sintió la ira del Congreso y de los consumidores, quienes desconfiaron de que la industria fuera capaz de “autocertificarse”. La FDA modificó el programa y eliminó el nombre “autocertificación”, llamándolo “programa cooperativo de aseguramiento de calidad”. Sin embargo, el programa renovado (el cual se descontinuó más adelante) mantuvo el rol central del APPCC.[cita requerida]

### Aplicación de APPCC en otras industrias
En los primeros años de la década de 1970, Pillsbury transfirió el concepto de APPCC desde el programa espacial hacia la producción en sus plantas comerciales. Esta tecnología también fue transferida hacia la FDA por medio de un contrato de entrenamiento en los conceptos de APPCC para el personal de la FDA. A principios de la década de 1960, el Departamento de Servicios de Salud del Estado de California fue pionero en la aplicación de los principios de APPCC en su industria de conservas. Este programa se convirtió en el prototipo de una reglamentación: Code of Federal Regulations (CFR) título 21, parte 113, promulgado por la FDA a mediados de la década de 1970 en respuesta a la demanda de la industria. Este reglamento incorpora los conceptos de APPCC para la producción de conservas de alimentos con bajo contenido de ácido en envases herméticamente sellados. El APPCC empezó a ser obligatorio en EE. UU. en el programa de inocuidad alimentaria para pescados, mariscos (21 CFR parte 123) y otros productos de la FDA.[cita requerida]
Después de todo, el APPCC ha sido utilizado en las plantas procesadoras de alimentos desde finales de la década de 1960 pero no había sido adoptado a gran escala. Quizás, las circunstancias eran correctas, los funcionarios de salud pública estaban preocupados por los patógenos emergentes y la preocupación de los consumidores y la industria era la inocuidad de los alimentos. Estos sectores con intereses convergentes sabían que había que tener un mejor modo de asegurar la inocuidad de los alimentos. De manera similar, la economía se había globalizado y la inocuidad de los alimentos se había convertido en una preocupación internacional, más que algo simplemente nacional.[cita requerida]
Una sucesión de informes por parte de tres grupos prestigiosos abrieron las puertas del mundo al APPCC:
- En 1985, Criterios Microbiológicos para alimentos e Ingredientes alimenticios, de la Academia Nacional de Ciencias (National Academy of Sciences).
- En 1988, el Reporte de la Comisión Internacional para las Especificaciones Microbiológicas en Alimentos (ICMSF, por sus siglas en inglés: International Commission for the Microbiological Specifications for Food)
- En 1991, Directrices para la Aplicación del Sistema de Análisis de Peligros y Puntos de Control Críticos (APPCC) [13] de la Comisión del Código Alimentario “Codex Alimentarius, adoptada en 1993, por la Comisión mixta FAO/OMS del Código alimentario, 20° Sesión” (Joint FAO[14]/WHO[15] Codex Commission, 20th Session, 1993).

Hoy en día, la tecnología de los sistemas de alimentación espacial se ha transferido al sector privado y está siendo utilizada en sistemas de alimentación para los ancianos. El uso del APPCC ha sido realmente fusionado con los requisitos de un sistema de gestión, como resultado de esto, se han publicado varias normas de gestión de inocuidad alimentaria, incluyendo las siguientes:
- La serie de Normas ISO 22000 e ISO 22002[16]
- La Norma Global para Inocuidad de los alimentos del BRC (BRC[17] Global Standard for Food Safety)
- La Norma de Alimentos de IFS[18]
- El Código SQF[19] (Industria Alimenticia)

La Global Food Safety Initiative (GFSI) ha desarrollado un proceso de benchmarking para determinar si un plan de auditoría cumple los requisitos especificados para inocuidad de los alimentos, que son considerados necesarios en la producción de alimentos inocuos. El plan de benchmarking consiste de dos partes: (1) los requisitos de inocuidad de los alimentos y (2) los requisitos que los organismos de acreditación y certificación deben evaluar para proveer la certificación. Nótese que la Norma ISO 22000 no es de certificación. Sin embargo, la FSSC 22000 es un programa de certificación que utiliza la familia de las Normas ISO 22000 y 22002. La Norma FSSC 22000 ha sido estudiada comparativamente y se determinó que cumple con los requisitos de la GFSI.
En EE.UU, la FSMA (Food Safety Modernization Act) se promulgó el 4 de enero de 2011. Esta ley obligó a la FDA a desarrollar reglamentos para exigir que todos los establecimientos distintos a los de productos cárnicos y avícolas, implementaran el análisis de peligros.

## Los siete principios del APPCC

Los siete principios del APPCC

Existen siete principios básicos en los que se fundamentan las bases del APPCC:

### Principio 1: Análisis de Riesgos
Tras realizar un diagrama de flujo para cada producto elaborado, se analizan todos los peligros potenciales (físicos, químicos y biológicos) que pueden aparecer en cada etapa del proceso y las medidas preventivas. Sólo se estudiarán aquellos riesgos potencialmente peligrosos para el consumidor. En ningún caso se estudiarán peligros que comprometan la calidad del producto.

### Principio 2: Identificar los Puntos Críticos de Control (PCC)
Una vez conocidos los peligros existentes y las medidas preventivas a tomar para evitarlos, se deben determinar los puntos críticos en los que hay que realizar un control para lograr la seguridad del producto, es decir, determinar los PCC.
Para realizar la determinación de los PCC se deben tener en cuenta aspectos tales como materia prima, factores intrínsecos del producto, diseño del proceso, máquinas o equipos de producción, personal, envases, almacenamiento, distribución y prerrequisitos.
Existen diferentes metodologías para el estudio de los peligros. Lo primero que debe hacerse es definir cuáles de los peligros detectados a lo largo del análisis son significantes (son peligros relevantes). Para definir la significancia se pueden utilizar dos métodos diferentes.
Por un lado, se tiene el Índice de Criticidad que consiste en valorar de 1 a 5 en cada fase o etapa los peligros en función de su probabilidad, severidad y persistencia. Una vez aplicada la fórmula, todas aquellas fases analizadas cuyo Índice de Criticidad sea 20 o mayor de 20 se analizarán mediante el árbol de decisión.
La fórmula para realizar el cálculo del Índice de Criticidad es la siguiente:
{\displaystyle IC=P\cdot S\cdot Pr}
- Probabilidad: ( P )
- Severidad: ( S )
- Persistencia: ( Pr )

Otro método para la evaluación de la significancia es el modelo bidimensional (recomendado por la FAO{}), a través del cual podemos definir en función de la severidad y la probabilidad cuales de los peligros a estudio consideramos que son significantes o no.
Por último debemos analizar todos los peligros significantes a través del Árbol de decisión, que es una herramienta recomendada por el Codex Alimentarius que consiste en una secuencia ordenada de preguntas que se aplican a cada peligro de cada etapa del proceso y ayuda junto con los prerrequisitos a determinar cuáles de los peligros representan Puntos de Control Crítico.

### Principio 3: Establecer los límites críticos
Debemos establecer para cada PCC los límites críticos de las medidas de control, que marcarán la diferencia entre lo seguro y lo que no lo es. Tiene que incluir un parámetro medible (como temperatura, concentración máxima) aunque también pueden ser valores subjetivos.
Cuando un valor aparece fuera de los límites, indica la presencia de una desviación y que por tanto, el proceso está fuera de control, de tal forma que el producto puede resultar peligroso para el consumidor.

### Principio 4: Establecer un sistema de vigilancia de los PCC
Debemos determinar qué acciones debemos realizar para saber si el proceso se está realizando bajo las condiciones que hemos fijado y que por tanto, se encuentra bajo control.
Estas acciones se realizan para cada PCC, estableciendo además la frecuencia de vigilancia, es decir, cada cuánto tiempo debe comprobarse, y quién realiza esa supervisión.

### Principio 5: Establecer las acciones correctivas para cada uno de los puntos de control crítico establecidos
Que permitan actuar cuando el anterior principio de vigilancia determine de uno de estos puntos no está controlado.

### Principio 6: Establecer un sistema de verificación
Debe haber un sistema de verificación encaminado a confirmar que el sistema  funciona correctamente, es decir, si éste identifica y reduce hasta niveles aceptables todos los peligros significativos para el alimento.

### Principio 7: Crear un sistema de documentación
Todos los procedimientos deben estar documentados y debe haber registros apropiados para estos principios y su aplicación, y que estos sistemas de PCC puedan ser reconocidos por la norma establecida.

## Pasos para la implementación
Los pasos a seguir para implantar un sistema APPCC son 12.
El proceso de implementación deberá seguir las diferentes fases para una implantación óptima:
- Formar el equipo de trabajo: dicho equipo ha de ser multidisciplinario, intentando que formen parte del mismo trabajadores de todos los departamentos involucrados en la inocuidad alimentaria (ej: producción, control de calidad, mantenimiento). Algunas de las responsabilidades de dicho equipo serán: definir la especificaciones de cada producto; realizar cuántos análisis de peligros sean necesarios para detectar puntos críticos; actualizar el sistema siempre que se considere necesario y controlar que se realizan todos los controles y registros requeridos por el sistema.
- Describir los productos: para cada producto deberemos indicar sus especificaciones, debiendo indicar como mínimo las siguientes características: ingredientes del producto; metodología de preparación; consumidor final al que va destinado; características de consumo; características microbiológicas, físicas y químicas; vida útil o caducidad; características de almacenamiento y consumidor final.
- Identificar el uso esperado del producto por los consumidores: se deberá indicar al consumidor al que va destinado si contiene alérgenos.
- Desarrollar el diagrama de flujo y la descripción del proceso: el diagrama de flujo es un instrumento básico para la detección de los peligros por etapas, y corresponde a una representación gráfica que consiste en una secuencia lógica de los procesos que se desarrollan en la empresa. Para realizar la descripción del proceso es muy importante además de definir todas y cada una de las actividades a desarrollar para elaborar el producto, incluir una descripción exhaustiva de las instalaciones y de la distribución del producto a lo largo del proceso de producción.
- Realizar el análisis de peligros asociados a la producción e identificar las medidas preventivas (Principio APPCC n.º1).
- Identificar los puntos de control críticos (PCC) (Principio APPCC n.º2).
- Establecer límites críticos para cada PCC (Principio APPCC n.º3).
- Establecer un sistema de supervisión o vigilancia (Principio APPCC n.º4).
- Establecer las acciones correctoras (Principio APPCC n.º5).
- Establecer sistema de registro y archivo de datos (Principio APPCC n.º6).
- Establecer un sistema de verificación del sistema (Principio APPCC n.º7).
- Realizar una revisión del sistema.

### Planes de apoyo
En la Comunidad Europea, estos mecanismos están regulados actualmente por el Reglamento Europeo 852/2004 y el Reglamento Europeo 853/2004.
En España el Real Decreto 2207/1995, ya reemplazado, al igual que el Codex Alimentarius, establece diferentes mecanismos para asegurar la higiene en todo tipo de industrias. Dichos mecanismos son:
- Aplicación de un sistema de Análisis de Peligros y Puntos de Control Críticos.
- Cumplimiento de los requisitos previos de higiene, también denominados planes de apoyo o prerrequisitos.

El objetivo del sistema APPCC es identificar y mantener controlados los peligros de contaminación relevantes en una industria alimentaria, pero este estudio y el control resultante del mismo no tendría ningún sentido si la empresa alimentaria no trabajó con anterioridad siguiendo unas prácticas higiénicas y manteniendo unas condiciones ambientales operativas adecuadas.
Estos requisitos previos se presentan en todas las etapas de producción de las industrias, independientemente del sector en el que se desarrollen, e irán encaminadas a actuar como medidas preventivas para el control de los peligros generales, dejando que el APPCC controle exclusivamente los PCC.
Al implementar un sistema APPCC, se debe tener muy en cuenta que primeramente debemos definir estos planes de apoyo, ya que los mismos nos ayudarán a aplicar medidas preventivas para los riesgos fácilmente evitables a través de la implantación de medidas de higiene correctas, y además nos facilita la detección de PCC.
Es indispensable que dichos planes de apoyo estén documentados, que registren correctamente los parámetros de operación y que existan registros que demuestren su implantación porque "lo que no está escrito no existe".
La estructura de los planes será común para todos, debiendo responder cada uno a las siguientes preguntas: ¿quién es el responsable?, ¿qué debe hacer?, ¿cómo?, ¿cuándo? y ¿dónde?
Los planes de apoyo que se deberán definir para asegurar estas correctas prácticas higiénicas serán los siguientes:
- Plan de Formación
- Plan de Limpieza y Desinfección
- Plan de Control de Plagas
- Plan de Buenas Prácticas de Fabricación y Manipulación
- Plan de Homologación de Proveedores
- Plan de Identificación y Trazabilidad
- Plan de Control de Agua
- Plan de Control de Residuos
- Plan de Mantenimiento
- Plan de Control y Seguimiento de Equipos de Medición (Calibración)

Con el fin de completar la documentación que debe formar parte del sistema y así poder asegurar que existen verdaderas garantías de los productos elaborados, se deberán establecer procedimientos de comprobación que nos ayuden a detectar posibles desviaciones de las especificaciones para poder aplicar medidas correctoras que permitan volver al control del proceso.
Existen cuatro tipos principales de comprobación:
- Observación visual
- Valoración sensorial
- Determinación físico-química
- Examen microbiológico

Para definir de forma adecuada la metodología a seguir para realizar las comprobaciones necesarias que aseguren el correcto funcionamiento del sistema, definiremos los procedimientos de:
- Verificación y Validación del sistema
- Plan de Auditorías

Por último, no sería posible aplicar un APPCC adecuado sin que se apliquen prácticas correctas de registro eficaces y precisas. Por ello se deben documentar todos los procedimientos o planes de apoyo del sistema, y los sistemas de documentación y registro. Deben definir de forma concreta cada operación en cuestión. Por ello definiremos de forma pormenorizada el Plan de Control de Documentación.

## APPCC y sistemas de calidad
El APPCC no es un sistema de gestión de calidad, sino un sistema de gestión de  seguridad alimentaria que se debe definir como premisa para la implantación de un sistema de gestión de calidad, como requisito legal obligatorio aplicable a todo establecimiento alimentario necesario para la obtención de la certificación.
Un sistema de gestión de calidad debe valorar todas las actividades desarrolladas en una empresa para producir un producto además de cumplir la legislación que le aplique, es por ello que cuando una empresa de alimentación desea obtener un certificado tipo ISO 9001, debe demostrar que cumple la legislación y que tiene en operación un APPCC.
Aunque algunas entidades certificadoras ofrecen la posibilidad de certificar el sistema de autocontrol (APPCC), su verdadera aptitud será determinada por los Servicios Oficiales de Inspección bien por el Ministerio de Sanidad y Consumo o por los organismos que tengan la competencia en cada comunidad autónoma.
Podemos diferenciar distintos sistemas de calidad en función de su contenido o de las empresas a las que vaya dirigido. Por un lado tenemos la familia de las normas ISO a través de las cuales se analizan todos los procesos de la empresa con el fin de lograr una mejora continua en cada uno de ellos, la cual es de aplicación en todo tipo de empresas, ya que es un tipo de norma centrada en mejorar los procesos de gestión.
Se pueden diferenciar varios sistemas, como pueden ser BRC o Norma Mundial de Inocuidad Alimentaria, IFS o ISO 22000, que son específicos para empresas alimentarias y cuya estructura contempla por una parte una serie de requisitos higiénicos concretos de instalaciones, manipulación, transporte, etc y por otra parte incluye directrices para implantar un sistema de gestión de calidad similar al de la familia ISO 9001.
Dentro de la documentación del sistema de calidad se puede contemplar el APPCC en un único documento que forme parte del sistema o integrando los distintos aspectos a tener en cuenta dentro los diferentes procedimientos que compondrán el sistema de gestión de la calidad.
En los últimos años se están desarrollando herramientas de tipo software, específicos, para la gestión del APPCC, que ayudan al usuario a hacer el análisis de peligros, determinar los puntos críticos, gestionar la documentación asociada a los prerrequisitos y al APPCC, facilitando, en definitiva, la gestión del sistema de calidad.